# Festival de cinema
Um festival de cinema é uma apresentação organizada, estendida de filmes em um ou mais cinemas ou salas de triagem, geralmente em uma única cidade ou região. Cada vez mais, os festivais de cinema mostram alguns filmes ao ar livre. Filmes podem ser de data recente e, dependendo do foco do festival, podem incluir lançamentos nacionais e internacionais. Alguns festivais concentram-se em um cineasta específico ou num gênero ou assunto (por exemplo, festivais de cinema de terror). Diversos festivais de cinema são especializados em filmes curtas-metragens. Os festivais de cinema são eventos tipicamente anuais. Alguns historiadores do cinema não consideram os festivais de cinema como versões oficiais do filme, como Jerry Beck.
Os festivais de cinema mais conhecidos são o Festival de Veneza,  Festival de Cannes, Festival Internacional de Cinema de Toronto, Festival Sundance de Cinema, e o Festival de Berlim, sendo este último o maior festival de cinema em todo o mundo, com base em presença. O Festival de Veneza é o mais antigo festival de cinema. O Festival Internacional de Cinema de Melbourne é o maior festival de cinema do Hemisfério sul e um dos mais antigos do mundo. Um levantamento de 2013 identificou três mil festivais de cinema ativos em todo o mundo — definido como tendo realizado um evento nos últimos vinte e quatro meses.

## História
Veneza realizou o primeiro grande festival de cinema em 1932. Outros grandes e antigos festivais de cinema mundiais incluem:
- Festival Internacional de Cinema de Moscou (1935)
- Festival de Cannes (1946)
- Festival Internacional de Cinema de Locarno (1946)
- Festival Internacional de Cinema de Karlovy Vary (1946)
- Festival Internacional de Cinema de Edimburgo (1947)
- Festival de Berlim (1951)
- Festival Internacional de Cinema de Melbourne (1952)
- Festival Internacional de Cinema de Mannheim-Edelberga (IFFMH) (1952)
- Festival Internacional de Cinema da Índia (IFFI) (1952)
- Festival Internacional de Cinema de San Sebastián (1953)
- Festival de Cinema de Sydney (1954)
- Festival Internacional de Cinema de Mar del Plata (Argentina) (1954)
- Semana Internacional de Cine de Valladolid, (Valladolid, Espanha) (1956)
- Festival de Cinema de Londres (1956)
- Festival Internacional de Cinema de São Francisco (1957)
- Festival de Cinema de Cracóvia (1960)
- Festival Internacional de Cinema para Crianças e Jovens de Zlín (1961)
- Festival Internacional de Cinema de Antália (1963)
- Festival Internacional de Cinema de Chicago (1965)[6]
- Festival Internacional de Cinema Tashkent dos países da Ásia, África e América Latina (1968)[7]
- Molodist - Festival Internacional de Cinema de Kiev (1970)
- Festival Internacional de Cinema de Roterdão (1972)
- Festival de Cinema de Telluride (1974)
- Festival de Cinema de Atlanta (1976)[8]
- Festival Internacional de Cinema do Cairo (1976)
- Festival Internacional de Cinema de Toronto (1976)
- Mostra Internacional de Cinema de São Paulo (1977)
- Festival Internacional de Cinema de Clevelândia (1977)[9]
- Festival Internacional de Cinema de Montreal (1977).[10]
- Festival Internacional de Cinema de Hong Kong (HKIFF) (1977)
- Festival Internacional de Cinema de Durban (DIFF) (1979)
- Fantasporto, Portugal (1982)
- Festival Internacional de Cinema de Istambul (1982)
- Festival Internacional de Cinema de Munique (1983)
- Festival Internacional de Cinema de Tóquio (1985)
- Festival Internacional de Cinema de Varsóvia (1985)
- Festival Internacional de Cinema de Fort Lauderdale (1986)[11]
- Festival Internacional de Cinema de Guadalajara (1986)
- Festival Internacional de Cinema de Santa Bárbara (1986)
- Festival de Cinema Queer de Melburne (1991)
- Festival Internacional de Cinema de Xangai (1993)
- Festival Internacional de Cinema de Querala (IFFK) 1996
- Festival de Cinema Noites Negras de Taline (PÖFF) 1997
- Festival Internacional de Cinema Feminino de Seul (SIWFF) 1997
- Festival Internacional de Cinema de Sófia (SIFF) 1997
- Festival Internacional de Cinema de Dubai (DIFF) 2004
- Festival de Cinema de Vail (VFF) 2004
- Filmsaaz (festival de curtas-metragens) 2008
- Festival Internacional de Cinema de Los Cabos (CIFF) 2012
- Festival de Cinema de Valeta, Malta (2015)[12]
- Festival Internacional de Cinema Unido (UIFF) 2016

O Festival de Veneza na Itália começou em 1932, e é o festival de cinema mais antigo ainda em funcionamento. O Festival Raindance de Cinema é a maior celebração do cinema independente do Reino Unido, e ocorre em Londres no mês de outubro.
O mais longo e antigo festival de cinema da Austrália é o Festival Internacional de Cinema de Melbourne (1952), seguido do Festival de Cinema de Sydney (1954). O Festival Internacional de Cinema de Edimburgo é o maior festival em atividade.

## Festivais notáveis

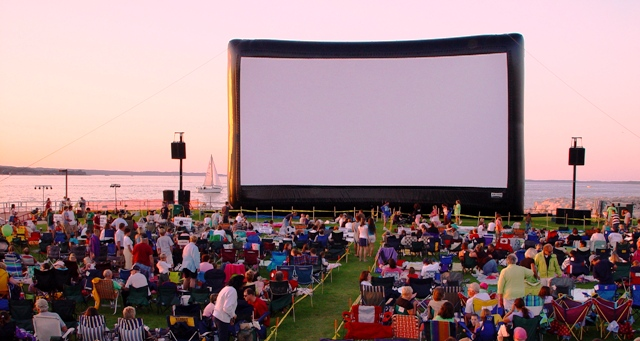
Festival de Cinema de Traverse City e seu telão inflexível gigante.

### Competição de longas-metragens
Os festivais de Berlim, Cairo, Cannes, Goa, Karlovy Vary, Locarno, Mar del Plata, Montreal, Moscovo, San Sebastián, Xangai, Tallinn, Tóquio, Veneza, e Varsóvia são credenciados pela Federação Internacional de Associações de Produtores Cinematográficos (FIAPF) na categoria de longas-metragens.

### Animação
Muitos festivais de cinema são dedicados exclusivamente à animação.
- Festival de cinema de animação de Annecy (desde 1960 — o mais antigo)
- Animafest Zagreb (desde 1972)
- Festival Internacional de Animação de Ottawa  (desde 1976)
- Festival Internacional de Animação de Hiroshima (desde 1985)
- KROK (desde 1989)
- Anima Mundi (desde 1992)
- Chritrakatha (desde 2007)
- Animac (desde 1996)

Uma variedade de festivais regionais acontecem em vários países. O Festival de Cinema de Austin é credenciado pela Academia de Artes e Ciências Cinematográficas.